# Soninke (Sprache)

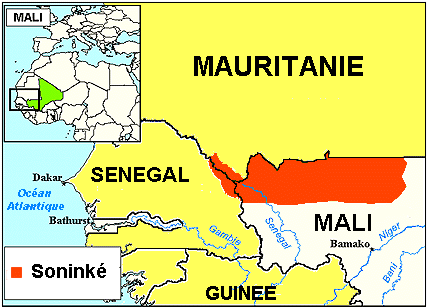
Verbreitung des Soninke

Soninke (Eigenbezeichnung Soninkanxaane) ist die Sprache der Soninke und wird den Nordwest-Mande-Sprachen innerhalb der Niger-Kongo-Sprachen zugerechnet. 
Soninke hat 1.096.800 Sprecher, hauptsächlich entlang der mauretanischen Südgrenze in Mali, in Mauretanien und in angrenzenden Gebieten des Senegal, ist aber auch in anderen westafrikanischen Ländern wie Gambia verbreitet.
Die dialektal stark zersplitterte Sprache hatte früher im westafrikanischen Sahelgebiet aufgrund der Handelstätigkeit der Soninke die Funktion einer Verkehrssprache von überregionaler Bedeutung, wurde aber in den letzten Jahrhunderten von Sprachen wie Mandinka verdrängt.
Der Satzbau ist einfach, Subjekt-Prädikatspartikel-(Objekt-)Verb, Nominal- und Adjektivsätze. Die beiden Aspekte werden durch die Verbform bestimmt, Wörter werden oft mithilfe der Derivation gebildet.

## Alphabet
Soninke verwendet ein leicht abgewandeltes lateinisches Alphabet. Bei bestimmten Graphemen unterscheidet sich die Aussprache in Senegal von derjenigen in Mali.
| Buchstabe | Aussprache (IPA) | Aussprache (IPA) |
| --------- | ---------------- | ---------------- |
|           | Mali             | Senegal          |
| a         | a                | a                |
| b         | b                | b                |
| c         | ʧ                | ɕ                |
| d         | d                | d                |
| e         | e                | e                |
| f         | f                | f                |
| g         | ɡ                | ɡ                |
| h         | h                | h                |
| i         | i                | i                |
| j         | ʤ                | ʑ                |
| k         | k                | k                |
| l         | l                | l                |
| m         | m                | m                |
| ny /ñ     | ɲ                | ɲ                |
| nw /ŋ     | ŋ                | ŋ                |
| o         | o                | o                |
| p         | p                | p                |
| q         | ʔ                | q                |
| r         | r                | r                |
| s         | s                | s                |
| t         | t                | t                |
| u         | u                | u                |
| w         | w                | w                |
| x         | χ                | χ                |
| y         | j                | j                |
| ’         | nicht verwendet  | ʔ                |